# منبع‌شناسی تاریخ سلوکی
منابع تاریخی درباره فرمانروایی سلوکی‌ها در ایران بسیار ناچیز است. آثار مورخین کلاسیک درباره اسکندر مقدونی و جانشیان او متاسفانه یا با اسطوره ها و افسانه های یونانی آمیخته و یا مسائل مربوط به غرب را در بر می‌گیرد. متون تاریخی بازمانده از مورخین کلاسیک ناقص هستند و عالباً یک طرفه قضاوت کرده اند. گزارش‌های مربوط به حمله اسکندر به ایران یکسره جنبه تبلیغاتی دارند و به جانبداری از وی پرداخته‌اند. در این گزارش‌ها اسکندر شخصیتی کامل و موفق و موجودی نجات‌بخش معرفی شده که به احیای رسوم و آئین‌ها می‌پردازد. در همه این گزارش‌ها تلاش شده به اعمال و کردار اسکندر مشروعیت بخشند. روی هم رفته می توان گفت که به سبب دشمنی و عداوتی که مورخین عهد باستان به ایرانی‌ها داشته اند، همواره در صدد مخدوش کردن جنبه‌های انسانی و ارزشمند ایرانی‌ها بوده‌اند.
دیودور و پولی‌ین بخش اعظم گزارش‌های خود را به توصیف تبلیغی شخصیت اسکندر و اعمال قهرمانی وی اختصاص داده اند و به عملیات جنگی سال 336 پیش از میلاد اشاره نمی کنند. گزنفون و دیودور در تالیفات خود علت عدم جلوگیری از ورود و نقوذ سپاه اسکندر را از دریا به خشکی های تحت قلمرو ایران متذکر نمی شوند. حتی اشاره های کوتاه و ناقص آنها و دیگر مورخین در این باره غالبا متناقض است. به همین طریق گزارش های اری‌بن، کنت کورث، ژوستن، دیودور و پلوتارک درباره مذاکرات صلح داریوش سوم هخامنشی با اسکندر متناقض و بدون اتکا به مدارک و اسناد قابل قبول است.
در میان آثار مورخین کلاسیک، به ویژه گزارش‌هایی که برخی مورخین و گزارشگران همراه اسکندر مقدونی (مانند آریستوبول، بطلمیوس) در لشکرکشی به شرق درباره ایران و دیگر سرزمین‌های آسیا ارائه کرده‌اند، هر چند همراه با برخی تعصبات قومی و نژادی است، از ارزش‌های خاصی برخوردار است. پاره‌ای از این گزارش‌ها در نوشته های مورخین دوره های بعد، مانند اری‌بن، کنت کورث، دیودور، ژوستن، پلوتارک نقل شده و در این زمینه، پژوهشگر تاریخ اسکندر و عهد مقدونی ناگزیر از تحلیل اطلاعات و گزارش‌های مذکور با نگرشی از سر نقد و بررسی همه جانبه است.
درباره منابع خارجی معاصر مربوط به تاریخ اسکندر و سلوکیان باید به کتابشناسی ایران، جلد پنجم، تالیف دکتر ماهیار نوابی (صفحه‌های 305 تا 312) مراجعه نمود.

## اپی‌ین
این مورخ سده دوم میلادی، خلاصه‌ای به یونانی در باب تاریخ سلوکیان در کتاب خود با عنوان تاریخ روم ارائه کرده است. وی در کتاب سیرایک (بنند 55) گرگان را فرمانبردار سلوکوس اول می‌داند.

## اری‌ین
اری‌ین گزارش خود را در باب توطئه علیه اسکندر از آریستوبول و بطلمیوس (رجال اسکندر) گرفته (کتاب 3، فصل 9، بند 2). وی همچنین گزارشی درباره ادعای الوهیت اسکندر (کتاب 4، فصل 4، بند 1) و حمله او به هند (کتاب 4، فصل 8) ارائه نموده است که حائز اهمیت است. اری‌ین از اقدامات اسکندر در شوش (کتاب 7) نیز خبر داده است.

## آفریکانوس
آفریکانوس (afrikaus) در سده سوم میلادی و در زمان امپراتور روم سپتیموس سوروس (193 تا 211) می‌زیست. وی به منظور ثبت دقیق وقایع جنگ، خود در جبهه‌ها شرکت می‌کرد. از جمله در نبرد رومیان با پارتی‌ها شرکت داشت. اثر او به نام «پنج کتاب کرنولژی» حاوی ابتکار تازه وی در ابداع کرنولژی جدید است. در این زمینه، تاریخ باستان را با تاریخ میلادی مقایسه نمود.

## آمین مارسلن
آمین مارسلن (آمیانوس مارسلینوس: Amianus Marcellinus، حدود 330 م) در انطاکیه در نهر العاصی سوریه به دنیا آمد و در سال 400 (م) درگذشت. وی به عنوان سرباز ارتش روم در دوران امپراتور کنستانتین به خدمت پرداخت. وی در چند لشکرکشی به بین النهرین شرکت کرد. از جمله، در جنگ‌های افسوس در سده چهارم میلادی که میان سلوکوس و یکی از رقبای او به نام آنتیوگونوس صورت گرفت شرکت داشت و توصیف‌های مفصلی از آن جنگ‌ در آثار خود به نگارش درآورد. تاریخ او در 31 دقتر از دوران پادشاهی دومیتیانوس تا وانس را دربر می‌گیرد. از این تاریخ تنها 18 دفتر آن باقی مانده است. این مورخ بر اساس منابع تاریخی، گزارشی درباره رفتار اردشیر «درازدست» به دست داده است (کتاب 30، فصل 8، بند 4). آنچه از آثار این مورخ به دوران سلوکی مرتبط است، گزارشی است که وی درباره بنای چندین شهر با نام‌های یونانی در شرق و از جمله در ایران داده است که بنای آنها را به اسکندر نسبت می‌دهند.

## استرابون
او در کتاب 13 (بند 523) آذربایجان (آتروپات) را در زمره قلمرو سلوکیان نمی‌داند و گزارش مفصلی درباره آن به دست نمی‌دهد. جز اینکه این ولایت را در شمال ماد می‌داند و پایتخت آن را «گازاکا» (گنزک) می‌نویسد. این شهر را امروزه با تخت سلیمان یکی دانسته‌اند.

## پلوتارک
از آثار این مورخ می‌توان نکاتی درباره محاکمه فیلوتاس به خاطر سوقصد به جان اسکندر (اسکندر، بند 66-67) حمله اسکندر به هند (اسکندر، بند 76) ازدواج اسکندر با استاتیرا دختر داریوش در شوش (اسکندر، بند 93) استخراج نمود.

## پلین قدیم (پلینی)
گایوس پلینیویس معروف به پلین قدیم (پلینی)، که در فصل قبل از او یاد شده، یکی از دانشمندان و مورخین روم در سده نخست میلادی است. تولد او در سال 23 م و دوران باروری علمی او را همزمان با عصر بلاش اول اشکانی (51 تا 79 م) دانسته‌اند. وی برادرزاده کوچکتر از خود با همین نام داشته که برای پیشگیری از اشتباه، وی را پلین جوان نامیده‌اند.
از پلینی آگاهی‌های سودمندی در باب سرزمین باختر در عهد سلوکی (کتاب 6، بند 48-52)، سازمان نظامی آنها (کتاب 6، بند 17)، بنای شهر لائودیسه (کتاب 6، بند 116)، رد پای سلوکیان در زمین سغد (کتاب 6، بند 49) گزارش‌های دست اول درباره پارتی‌های (کتاب 6، بند 112) و برخی اطلاعات مفید دیگر می‌توان استخراج کرد. از این مورخ کتاب ارزشمندی با نام تاریخ طبیعی باقی مانده که شامل 37 مجلد است. از جمله ایرادهایی که به این مورخ گرفته‌اند، اختلاط و در آمیختن مسائل تاریخی با علوم طبیعی است که ناشی از احاطه و اشراف او به علوم زمان خود بوده است. در مقابل، به جرات می‌توان گفت که آثار این مورخ بزرگ به واطه پرداخت به شرق باستان از جمله و به ویژه ایران از اهمیت بسیاری برخوردار است.

## پلیبیوس
در آراء و نظریات تاریخی این مورخ سه نقض عمده مشاهده شده:
1. حوادث و وقایعی را که با نظریات او موافق نبوده و آنها را به اثبات نمی‌رسانیده، مطرح نکرده و آنها را نادیده انگاشته است.
2. وقایعی را که علیه منافع دوستان و بزرگان روم بوده در آثار خود نقل نکرده است.
3. حوادث تاریخی را بر اساس برداشت‌ها و استنباط‌های خود تفسیر نموده و هدف او آن بوده که از آثارش نتیجه‌گیری‌های اخلاقی گرفته شود.

به رغم انتقادات فوق، بایستی پلیبیوس را را مورخی واقع‌بین دانست، زیرا همواره تلاش می‌کرد علت حوادث و وقایع را دریابد و آن را برای خواننده روشن سازد. وی حتی نام تاریخ خود را «پراگماتیک» نهاده است. پولیبیوس علاوه بر این آثار که نام برده شد، تاریخ روم را نیز تدوین نمود. وی خود در جریان وقایع تاریخ روم حضور داشته و بنابراین، نوشته‌های او از جمله آثار و منابع دست اول به شمار می‌رود. همانگونه که پیش از این اشاره شد، غالب نوشته‌های این مورخ از میان رفته و نوشته‌های او را مورخین بعد از او نقل کرده‌اند.
در مجموع آنچه در آثار پولیبیوس قابل توجه و حائز اهمیت است، یکی گزارشی است که از توجه شاه‌های هخامنشی نسبت به احداث قنات‌ها و شیوه‌های آبیاری در آن دوره نموده‌اند. علاوه بر آن، وی (کتاب 10، بند 27) گفته‌های استرابون را درباره آذربایجان (آتروپات) تائید و نکات تازه‌ای در این‌باره اعلام می‌کند. وی همچنین اضافه می‌کند که اسکندر چند شهر یونانی در مرزهای ماد بنیاد نمود تا آن منطقه را از دستبرد بربرها در امان نگه دارد. در خاتمه یادآور می‌شود که گزارش پولیب درباره سرمت‌ها نیز به واسطه آنکه نخستین و تنها گزارشی است که در آن ایام (در حدود 160 پ.م) راجع به این قوم ارائه شده، حائز اهمیت فراوان است. سرمت‌خا بنبار گفته پولیب، اقوامی ایرانی بودند که در زمینی میان دن و دنیپر جای داشتند.
اما آنچه به سلوکیان مرتبط است، گزارشی است که پولیب در باب اوضاع باختر در عهد سلوکی و ارتباط شاه‌های آن از جمله آنتیوخوس سوم داده است (پولیب، جلد 10، بند 49 و جلد 29، بند 12) نکته حائز اهمیت آن است که جز این گزارش و اطلاعات اندکی که این مورخ درباره استقلال باختر و جدایی آن از قلمرو سلوکی به دست داده، آگاهی دیگری از این سامان موجود نیست.

## دیودور
گزارش دیودور درباره توطئه فیلوتاس علیه اسکندر از کنت کورث اقتباس شده است (کتاب 17، بند 79). همچنین گزارش حمله اسکندر به هند (کتاب 17) و وقایع پس از مرگ اسکندر (کتاب 18، بند 2) از جمله نکات مهم درباره منابع دوران سلوکی است.

## ژوستن
او در آثار خود نکاتی درباره تاریخ هخامنشی و بویژه اواخر کار دوره امپراتوری و جنگ‌های اسکندر مقدونی و ورود او به ایران ارائه کرده است (از جمله در کتاب‌های 10 و 11) و نیز وقایع پس از مرگ اسکندر (کتاب 13، بند 2-4) همچنین گزارش او درباره سازمان‌های نظامی سلوکوس (کتاب 15، بند 4)، پیدایش حکومت باختر در عهد سلوکی، پایخت‌های اشکانی، حکومت مهرداد دوم در ارمنستان و پاره‌ای اطلاعات دیگر درباره اشکانیان حائز توجه و اهمیت است.

## کنت کورس
از این مورخ گزارش حرکت اسکندر به باختر و بسوس (کتاب 6، بند 6)، حمله اسکندر به سغد (کتاب 7، بند 11)، حمله اسکندر به هند (کتاب 8) و وقایع پس از مرگ اسکندر (کتاب 10، بند 7-8)، حائز اهمیت است.

## آًگاتانژ
اًگاتانژ (Agathange/Agathangelos) این مورخ ارمنی در سده چهارم پیش از میلادی در ارمنستان می‌زیست و دبیر مهرداد دوم پادشاه ارمنستان بود. وی تاریخ این پادشاه را تالیف نمود. از نوشته‌های او آگاهی‌های ارزنده‌ای به ویژه در باب دین ایرانی‌ها در عهد سلوکی می‌توان به دست آورد.

## اسناد و منابع بابلی
از سلوکی ها در نواحی درون و بیرون از ایران کتیبه‌ها و نوشته‌های متعددی کشف شده است. از جمله در بابل دو کتیبه مربوط به روزگار رونق شهر بابل و روابط اجتماعی و اقتصادی آن شهر به جای مانده است. یکی از دو کتیبه مربوط به حوادث دوران فرمانروایی سردارهای اسکند و پس از سال 312 پ.م است. کارشناس‌ها معتقدند که این کتیبه در عهد آنتیوخوس اول نوشته شده و از مخزن نوشته‌های معبد اساگیل (Esaghil) شهر بابل به دست آمده است. مندرجات این کتیبه مربوط به حوادث سال‌های 321-312 (پ.م) و از جمله پیکارهای میان آنتی‌گون و سلوکوس است که به ویرانی و غازت شهر بابل منجر شد. متن این کتیبه را نوشته‌های دیودور تائید کرده است. آخرین سطور این کتیبه‌ مربوط به آغاز فرمانروایی سلوکوس (311-312) است.
کتیبه دیگری که از عهد سلوکی بر جای مانده، مربوط به زمان آنتیوخوس اول در سال‌های 276-274 (پ.م) و نبرد سلوکیان با بطالسه مصر بر سر سواحل ابرنهر (سوریه) بوده است.

## اسناد و منابع سریانی
غالب منابع سریانی بر جای مانده درباره تاریخ ایران در عهد سلوکی، اشکانی و ساسانی و برخی سرزمین‌های آسیای میانه حاصل فعالیت‌ها و مکاتبات مسیحی‌های سوری نستوری مذهب است. این گروه از مسیحی‌ها به دلیل گریز از مجازات‌های دینی و مشکلاتی که روحانیون متعصب ارتودوکس آسیای صغیر  برای آنها ایجاد می‌کردند، به بین‌النهرین و ایران پناهنده می‌شدند. این گروه از مسیحی‌های نستوری مسیر خود را به سوی شرق تا ترکستان و چین وحتی هندوستان نیز ادامه داده‌اند.
افزون بر این گروه از مسیحی‌ها، اقوام دیگری نیز بودند که به کیش مسیح درآمده بودند و زبان سریانی می‌نوشتند. تالیفات و آثار بر جای مانده از این اقوام به واسطه اطلاعات دقیق و ارزنده‌ای که از مسائل تاریخی، اجتماعی، سیاسی و دینی داشته‌اند، حاوی منابع سودمندی درباره تاریخ ایران و دیگر اقوام ساکن در محدوده‌ای از بین‌النهرین تا شرق آسیای میانه است.
امروزه از منابع سریانی متنی بر جای مانده که درباره شهر کرخ بیت سلوق (سلوک) است، شهری که امروزه کرکوک نامیده می‌شود. این متن را مزینگر در سال 1878 میلادی منتشر ساخت. در این رویدادنامه تاریخ شهر از روزگار کهن آشور به تفضیل شرح داده شده است.